# Pirenarium
Pirenarium est un parc de miniatures de loisir familial situé au nord de l'Aragon ayant pour thème les Pyrénées aragonaises dans lequel sont recréés les espaces et les lieux les plus importants.
Le parc a été officiellement inauguré le 25 juillet 2005 et se trouve dans la localité de Sabiñánigo, dans le nord de la province de Huesca (Espagne), concrètement dans le bâtiment de l'ancienne garnison de Gravelinas, au sein du quartier appelé "Puente Sardas".Depuis 2013, le parc est fermé et en état d'abandon.
La dénomination officielle du parc thématique est "Pirenarium, le parc des Pyrénées".
Le 11 mai 2024, après plus d'une décennie de fermeture du parc, il a été rouvert en tant que jardin modèle Pirenarium. Un grand nombre de modèles intégrés dans un grand espace vert y ont été récupérés pour le plaisir des citoyens et des visiteurs.

## Fonction
Le principal argument d'attraction du parc est la représentation à l'échelle de plus de 120 espaces naturels et bâtiments emblématiques des Pyrénées aragonaise dans une maquette 100 mètres de longueur, de 20 de profondeur et presque 7 mètres de hauteur.
L'eau, la neige, les chemins et routes, les vallées sont parfaitement représentées sur la plus grande maquette d'Europe.

## Tourisme
L'offre touristique du parc est complétée par divers espaces situés dont :
- cinéma thématique (Pirenascope) ;
- vols virtuels par les Pyrénées ;
- exposition photographique « Aragon, un pays de montagnes » ;
- zone extérieure de jeux récréatifs pour enfants ;
- atelier de maquettes ;
- centre commercial d'alimentation et artisanat traditionnel ;
- restaurant ;
- auberge.

La société qui promeut le projet dispose de la participation des actionnaires des institutions publiques, organismes financiers et chefs d'entreprise de divers secteurs.

## Destination
- Par la route:

Depuis la France, direction Pampelune, Jaca (18 km), Biescas (15 km) ou la vallée de Tena, au croisement à l'entrée de Sabiñánigo il est conseillé de prendre la direction de Huesca et continuer sans dévier jusqu'à la rocade et entrer par le sud, Sabiñánigo-Puente-Sardas.
- En train:

Consulter les horaires et tarifs de la Renfe.
- Par avion:

Les aéroports les plus proches sont ceux de Saragosse, Pampelune et Pau (France).
A noter que le parc national d'Ordesa et du Mont-Perdu est à 40 km et le Parc national des Pyrénées français à 35 km.